# Karel Teige

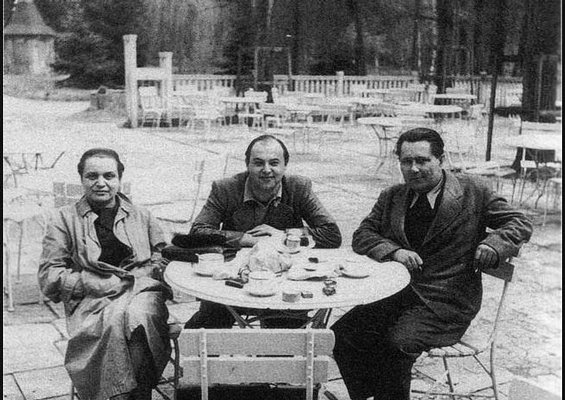
Zleva Toyen, Jindřich Heisler a Karel Teige, rok 1940

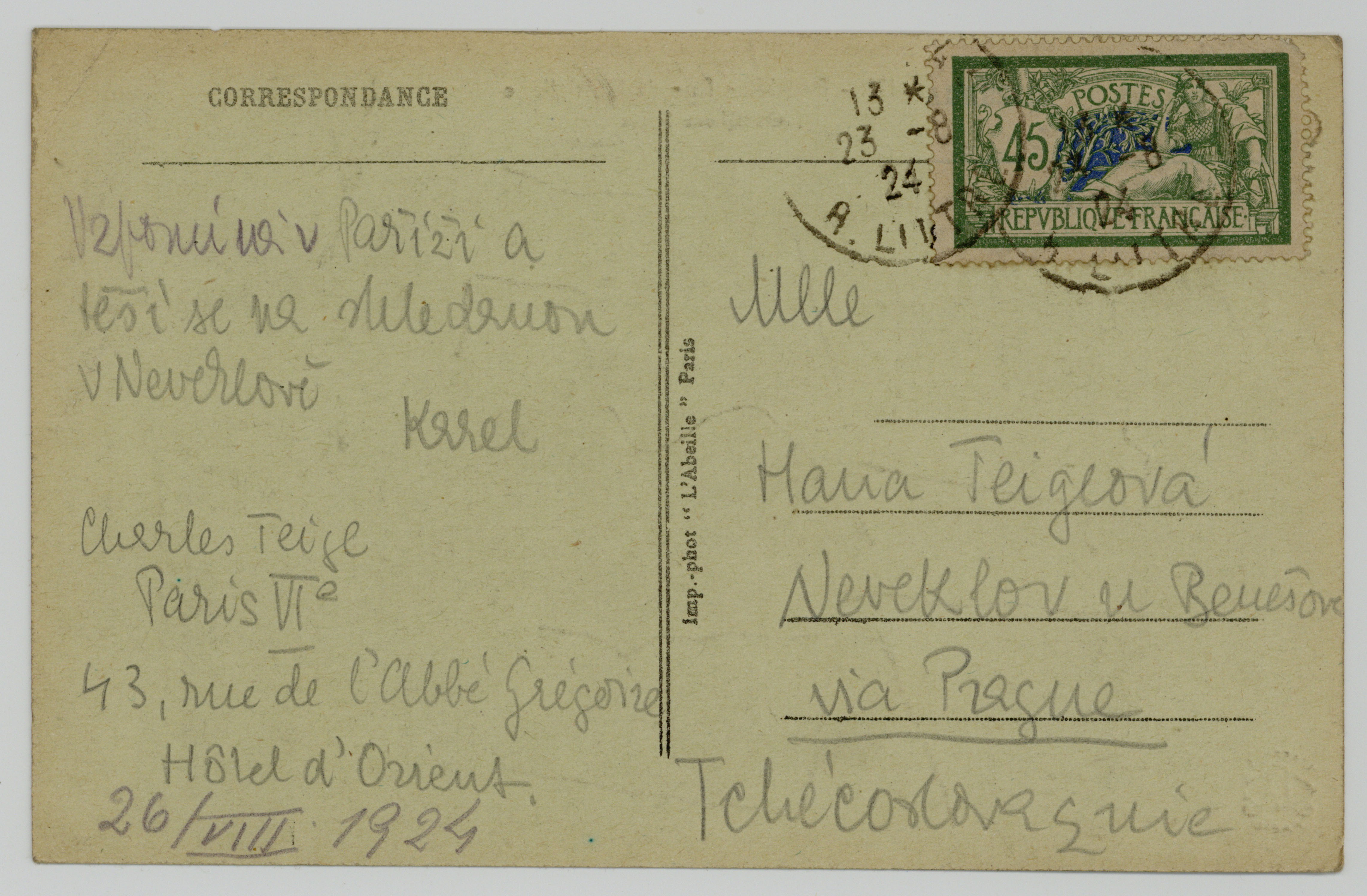
Rukopisný lístek Karla Teigeho adresovaný mamince poslaný z Paříže, 1924

Karel Teige (13. prosince 1900 Praha – Nové Město – 1. října 1951 Praha) byl český levicově orientovaný kritik a teoretik umění, výtvarný umělec, publicista a překladatel z francouzštiny. Jako teoretik a vůdčí osobnost československé meziválečné avantgardy zasáhl do téměř všech uměleckých odvětví – od architektury, přes výtvarné umění, divadlo, film, fotografii, typografii až k literatuře. Podílel se na vzniku a formování poetismu a ovlivnil také české přijetí surrealismu.

## Životopis
Narodil se do rodiny historika a hlavního archiváře města Prahy dr. Josefa Teigeho (1862–1921). Obecnou školu nenavštěvoval, absolvoval ji soukromě v letech 1907–1911, stejně jako jeho o tři roky mladší sestra Hana. Velkou část svého dětství prožil v rodinné vile v Neveklově, kam se vracel i o prázdninách. Od roku 1911 studoval na reálném gymnáziu v Křemencově ulici v Praze, mezi jeho spolužáky zde mimo jiné patřili Vladislav Vančura, Adolf Hoffmeister a Alois Wachsman. Po maturitě (1919), začal studovat dějiny umění na filozofické fakultě Karlovy univerzity, kde navštěvoval mimo jiné také přednášky profesorů Karla Chytila, Františka Drtiny, F. X. Šaldy a Vojtěcha Birnbauma. Studium ukončil roku 1923, po válce se pokusil získat doktorát, nicméně nedostavil se ke složení malé rigorózní zkoušky.
V roce 1920 byl spoluzakladatelem a stal se vůdčí osobností Devětsilu, v němž se věnoval umělecké teorii a propagoval proletářské umění. Situace v Devětsilu se však brzy změnila (1924) a Teige se podílel na vzniku poetismu, pro nějž psal v Devětsilu manifesty. V letech 1927–1930 redigoval ReD (Revue Devětsilu), dále působil jako výtvarný referent Času (1919–1921), Ruchu (1919), Práva lidu (1919–1922), Kmene (1919), Lidových novin (1919), Června (1921) a Československých novin (1922). Stál také u zrodu Osvobozeného divadla. V letech 1929–1930 přednášel jako hostující docent sociologie architektury a estetiky na uměleckoprůmyslové škole Bauhaus v Dessau. Ve stejné době se podílel na založení Levé fronty. Roku 1934 se stal členem Skupiny surrealistů v ČSR, ve které působil jako její teoretický mluvčí. Koncem 30. let patřil ke kritikům stalinského režimu v SSSR. V posledním období svého života byl po únoru 1948 izolován od kulturního života a vystaven neustálým útokům.

### Okolnosti úmrtí
André Breton v monografii o malířce Toyen uvedl, že si Karel Teige vzal jed ve chvíli, kdy byl zatýkán, a že jeho žena se ihned poté zabila skokem z okna. Jaroslav Seifert tuto zkazku vyvrací a uvádí jako příčinu smrti přepracování a srdeční problémy. Potvrzuje však, že Teigeho žena poté, co obdržela zprávu od Teigeho milenky o jeho smrti, spálila všechnu Teigovu korespondenci a sama se pak otrávila plynem. Karel Teige zemřel na srdeční infarkt 1. října 1951. V následujících dnech spáchaly sebevraždu obě jeho ženy – životní družka Josefina Nevařilová (2. října) i dlouholetá milenka Eva Ebertová (12. října).
| „                  | Osudného říjnového dne, protože dlouho nepřicházel, rozhodla se slečna E., že mu vyjde naproti. Čekala marně. Cestou se minuli. Teprve když se vracela, našla Teiga na refýži u Arbesova náměstí. Opíral se o litinový sloup a volal na ni. Jeho obličej byl zkřiven bolestnou křečí. Byla to už tvář poznamenaná smrtí. S námahou dopravila ho do svého bytu. Chůze už působila jen trýzeň. V bytě usedl a bylo mu těžko a zle. Spěchala zavolat lékaře. Chvíli to trvalo, než lékaře dostihla. Když se vrátila, byl Teige mrtev. | “ |
| — Jaroslav Seifert | |   |

## Dílo

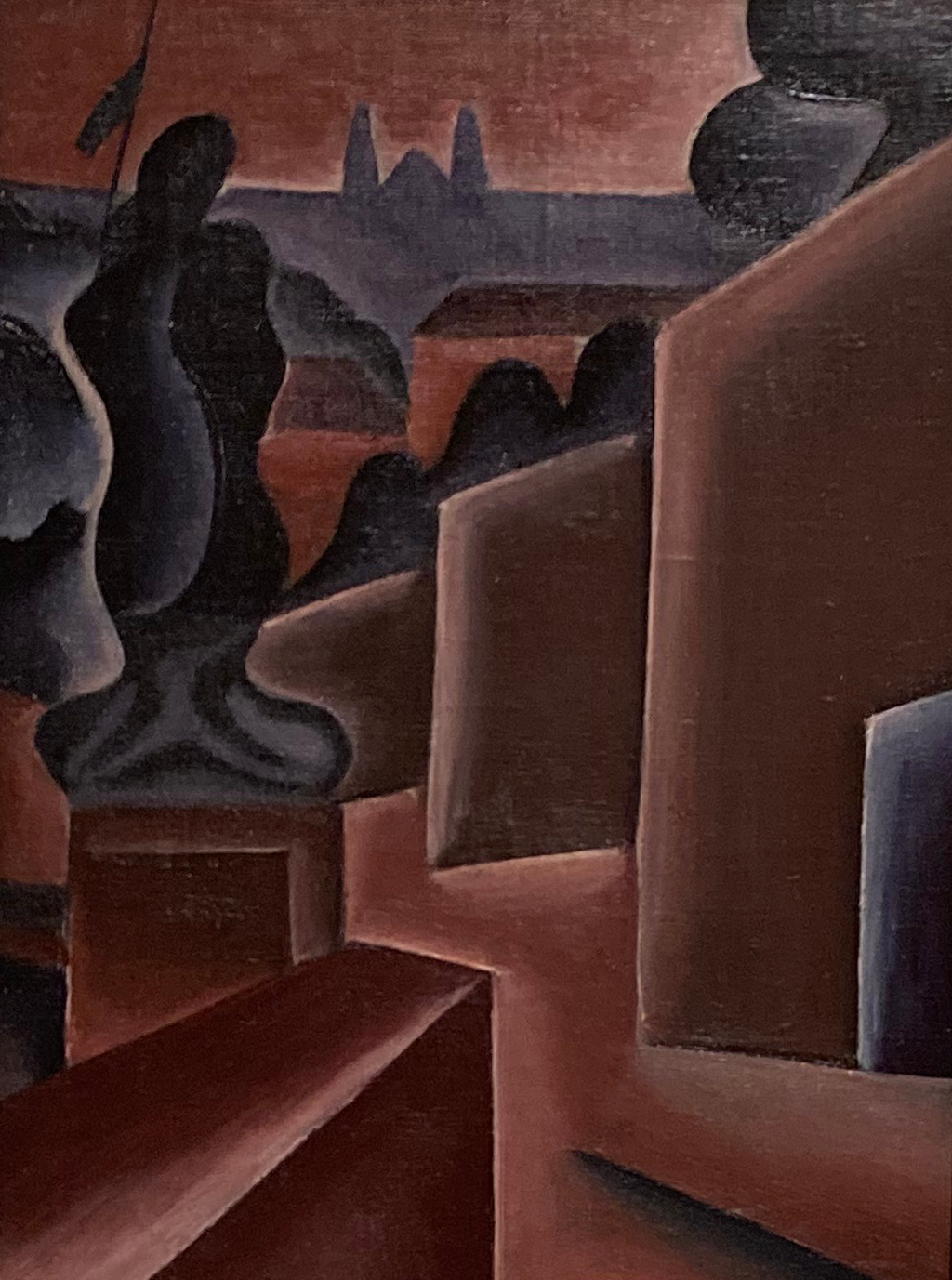
Karel Teige – Hradčanský motiv, 1920

Karel Teige se po celý svůj život věnoval typografii, upravil množství knih a příležitostných tiskovin pro tehdejší přední nakladatelství. Byl především teoretikem a historikem umění, formuloval principy avantgardní estetiky a sám se také na umělecké tvorbě podílel. Ve 30. letech se jako hlavní teoretik Skupiny surrealistů věnoval promýšlení teorie vnějšího a vnitřního modelu. V letech 1939–1951 pracoval na knize Fenomenologie moderního umění, která měla zachytit vývoj umění od Francouzské revoluce po současnost. Dvě části knihy vyšly posmrtně roku 1966 pod názvem Vývojové proměny v umění. Od roku 1948 se podílel na přípravě pětisvazkové encyklopedie o českém moderním umění.

### Studie
- Stavba a báseň. Umění dnes a zítra 1919–1927. Praha 1927
- Svět, který se směje, Praha 1928
- Svět, který voní, Praha 1930
- Surrealismus proti proudu, Praha 1938 (Surrealistická skupina odpovídá Vítězslavu Nezvalovi, Juliu Fučíkovi, J. Rybákovi, Ladislavu Štollovi aj.)
- Jarmark umění, Praha 1964
- Svět stavby a básně (Studie z 20. let), Výbor z díla I, ed. J. Brabec, V. Effenberger, K. Chvatík, R. Kalivoda, Československý spisovatel, Praha 1966
- Zápasy o smysl moderní tvorby (Studie z 30. let), Výbor z díla II, ed. J. Brabec, V. Effenberger, Československý spisovatel, Praha 1969 (téměř celý náklad zničen)
- Osvobozování života a poezie (Studie ze 40. let), Výbor z díla III, ed. J. Brabec, V. Effenberger, Aurora, Praha 1994

### Vědecké práce
- Archipenko, Praha 1923
- Jan Zrzavý, Praha 1923
- Soudobá mezinárodní architektura, Praha 1928
- Sovětská kultura, Praha 1928
- Moderní architektura v Československu, Odeon Praha 1930, anglicky a francouzsky 1947
- Nejmenší byt, Praha 1932
- Zahradní města nezaměstnaných, Praha 1933
- Architektura pravá a levá, Praha 1934
- Vývoj sovětské architektury, 1936
- Vladimír Majakovskij, Praha 1936
- Štyrský a Toyen, Praha 1938 (s Vítězslavem Nezvalem)
- Moderní fotografie v Československu, Praha 1947 (též německy)
- Jindřich Štyrský, Praha 1948 (zakázáno, vyšlo v ineditním sborníku Znamení zvěrokruhu 1951)
- Vývojové proměny v umění, ed. V. Effenberger, 458 s., NČSVU – Nakladatelství československých výtvarných umělců Praha 1966
- Sociologie architektury

### Typografie
Další z oblastí, kterou Karel Teige teoreticky i prakticky obohatil byla knižní typografie.
- Knižní vydání Nezvalovy Abecedy byl výjimečný výsledek spolupráce v oblasti knižní tvorby, na které se podíleli Vítězslav Nezval (verše), Karel Teige (typografie) a Milča Mayerová (taneční kompozice na téma písmen abecedy). Knihu vydalo v roce 1926 nakladatelství Jan Otto v Praze.[13]

## Výstavy
- 2023 Karel Teige: Deníky 1912–1925, Muzeum literatury, Praha, 17. května – 17. září 2023[14]

## Citáty
- V novém světě je nová funkce umění. Není třeba, aby bylo ornamentem a dekorací života, neboť krásu života, holou a mocnou, netřeba zastírati a hyzditi dekorativními přívěsky. Není třeba umění ze života a pro život, ale umění jakožto součást života. (1922)

- Bývá-li surrealismus charakterizován jako magický realismus, je tím dost přesně vystižena povaha jednoho z jeho hlavních aspektů. (Karel Teige nad fotografiemi českého surrealisty Jindřicha Štyrského)

- Život je trpký a ženy drahé. (původně francouzský citát "La vie est amère et les femmes sont chères" Karel Teige používal rád – např. v komunikaci s Emou Linhartovou, ženou Evžena Linharta)